# Le Loup écervelé
Pour plus de détails, voir Fiche technique et Distribution.
Le Loup écervelé (titre original : Hare-Less Wolf) est un court métrage d'animation américain de la série Merrie Melodies mettant en scène Bugs Bunny, réalisé par Friz Freleng, sorti en 1958.

## Fiche technique
- Dates de sortie :
  -  États-Unis :  1er février 1958